# Geología de Brasil

Provincias geológicas de Brasil

La geología del Brasil, junto con la región de las Guayanas, se distingue nítidamente del resto de América del Sur por la simple observación del mapa geológico con el territorio del continente. En la región occidental se sitúan los Andes, que sobresalen como si fuesen su columna vertebral, formando las cadenas montañosas más elevadas de América del Sur.
La larga franja adyacente a los Andes, en el lado oriental, se comporta, en general, como un área del Cenozoico, cubierta en la actualidad por depósitos cuaternarios, extendiéndose en planicies bajas y continuas a las que se les han dado diversos nombres geográficos (Pampas, Chaco, Beni, Llanos).
Existen pequeñas áreas de rocas precámbricas distribuidas a lo largo del geosinclinal Andino (restos del subsuelo traídos a la superficie por los plegamientos y fallas) y otras dispuestas transversalmente al eje de la gran cadena. Por lo general solo afloran rocas paleozoicas, mesozoicas y cenozoicas, en la región andina y en la franja oriental adyacente.

## Estructura geológica

### Escudos antiguos o macizos cristalinos
Son bloques inmensos de rocas muy antiguas, las primeras que aparecieron en la corteza terrestre. Constituidos de rocas cristalinas, del tipo magmático-plutónicas, formadas en eras precámbricas, o de rocas metamórficas, originadas de material sedimentario del Paleozoico, son extensiones resistentes, estables, bastante desgastadas y generalmente asociadas a la presencia de minerales metálicos.
En el Brasil, corresponden cerca del 36% del área total de su territorio y son divididos en dos grandes sectores: el escudo de las Guayanas, al norte de la planicie Amazónica y el escudo Brasileño, en la parte centro-oriental del país, cuya gran extensión permite dividirlo en seis escudos y núcleos: Sur amazónico, Atlántico, Araguaia-Tocantins, Sur río Grandense, Gurupi y Bolívio-Mato Grossense.

### Cuencas sedimentáreas
Son depresiones relativas, o planos más bajos encontrados en los escudos, rellenados por restos o sedimentos de las áreas próximas. Ese proceso de sedimentación se dio en las eras Paleozoica, Mesozoica y Cenozoica, funcionando hasta la actualidad.
La abundancia de combustibles fósiles como el petróleo, el carbón y el gas natural están asoaciadas a las áreas de cuencas sedimentáreas.
En el Brasil, corresponden al 64% del territorio nacional, constituyendo grandes cuencas, como la Amazónica, la del Medio-Norte, la de Paraná, la São-Franciscana y la del Pantanal Mato Grossense, o pequeñas cuencas generalmente alojadas en compartimentos de mesetas, como las de Curitiba, del Recôncavo Bahiano, de Taubaté, de Resende y de São Paulo.

## Precámbrico
Las mayores áreas de afloramiento de rocas precámbricas de América del Sur se encuentran en Brasil y en las Guayanas. Son los escudos cristalinos. Los terrenos brasileños más antiguos, constituidos de rocas de intenso metamorfismo, fueron denominados en 1915 como complejo Brasileiro, por J.C. Branner. Son también designados como subsuelo cristalino, o simplemente cristalino. La cuenca sedimentaria del Amazonas, cuya superficie está cubierta en gran parte por depósitos cenozoicos, en continuación a los de la franja adyacente de los Andes, separa el escudo de las Guayanas del escudo Brasileño.
El escudo de las Guayanas abarca, además de las Guayanas, parte de Venezuela y de Brasil, al norte del río Amazonas. Las rocas más antiguas de ese escudo datan desde los 2.500 millones de años hasta los 400 millones de años de antigüedad. Buena parte de la superficie está cubierta por sedimentos horizontales no metamorfoseados, de la formación Roraima, que sufrieron intrusiones doleríticas hace 1.700 millones de años. Esa es, por lo tanto, un área estable desde hace millones de años.
La pequeña zona de rocas precámbricas aparece en la franja de los estados nordestinos del Maranhão y Pará, constituyendo el núcleo precámbrico de São Luís, con rocas muy antiguas, aproximadamente de hace 2.000 millones de años. Últimamente, se han ampliado mucho los conocimientos sobre el escudo Brasileño, gracias al incremento de las dataciones radiométricas.
Casi nada se conoce sobre la región precámbrica de Guaporé, cubierta por la Vegetación Amazónica, donde son escasos los afloramientos. Las pocas dataciones radiométricas parecen indicar que las rocas sufrieron un ciclo orogenético fechado, aproximadamente hace 2.000 millones de años.
La región precámbrica del río São Francisco se extiende por partes en los estados de Bahía, Minas Gerais y Goiás, alcanzando la costa de Bahía. Una unidad tectónica muy antigua de esa región, el geosinclinal del Espinhaço, que va desde Oro Negro hasta la cuenca sedimentaria de Parnaíba ha sido muy estudiada, principalmente en la región del Cuadrilátero ferrífero (leer hierro). Las rocas más antiguas de esa área constituyen el río de las Velhas, con edades que llegan a los 2.500 millones de años.
Sobre ellas asientan, en discordancia, las rocas del grupo Minas, constituidas de metasedimentos que exhiben, en general, metamorfismo de facies con esquistos verdes. La edad parece situarse en un intervalo de entre 1.500 y 1.350 millones de años. Dentro de ese grupo se sitúa la formación Itabira, de gran importancia económica por los depósitos de hierro y manganeso que contienen.
Las rocas del grupo Lavras, colocadas, en discordancia, sobre las del grupo Minas, están formadas por sedimentos que exhiben metamorfismo bajo, siendo comunes metaconglomerados, que ha sido interpretados como debidos la glaciación precámbrica.
Gran parte del área precámbrica del río São Francisco es cubierta por rocas sedimentáreas casi sin metamorfismo y solo ligeramente plegadas, de las cuales las calizas constituyen buena porción. Esa secuencia conocida como grupo Bambuí, posee edad que se sitúa en torno de los 600 millones de años. Las circunstancias indican que la región del río São Francisco ya había alcanzado relativa estabilidad en esa época. 
Se sospecha que un gran ciclo orogenético de cerca de 2.000 millones de años de edad, nombrado como Transamazónico, perturbó las rocas más antiguas de la franja precámbrica encima referida: la región del río São Francisco.
Las regiones del río São Francisco y del río Guaporé eran separadas, en el fin del Precámbrico, por dos geosinclinales, el Paraguai-Araguaia, marginando las tierras antiguas del río Guaporé por el lado oriental.
Las estructuras de las rocas parametamórficas del geosinclinal Paraguai-Araguaia son orientadas en la dirección norte-sur del Paraguay y sur de Mato Grosso, curvándose después para nordeste y nuevamente para norte-sur en el norte de Mato Grosso y Goiás, y alcanzando, para el norte, el estado del Pará, a través del bajo valle del río Tocantins. Constituyen una extensión de más de 2.500km². Se inician por extensa secuencia de metasedimentos, constituyendo, en el sur, el grupo Cuiabá y, en el norte, el grupo Tocantins. Esa secuencia es recobierta por las rocas del grupo Jangada, entre las cuales existen conglomerados tomados como representantes de episodio glacial. La intensidad del metamorfismo que afectó las rocas del geosinclinal Paraguai-Araguaia decresce en dirección a la región del río Guaporé.
El geosinclinal Brasilia se desarrolló en parte de los estados de Goiás y Minas Gerais. Sus estructuras, en el sur, se dirigen hacia el noroeste, curvándose después para el norte. La intensidad del metamorfismo de oeste para este, variando de facies anfibolito para facies de esquisto verde.
La región central de Goiás, que separa el geosinclinal Paraguai-Araguaia del geosinclinal Brasilia, está constituida de rocas que exhiben facies de metamorfismo de anfibolita. Una franja constituida de piroxenitas, dunitas, anortositas, etc. se encuentra en gran parte serpentinizada.
La larga franja metamórfica se extiende a lo largo de la costa oriental del Brasil, del sur de Bahía hasta Rio Grande do Sul y Uruguay. Esa franja, llamada de geosinclinal Paraíba por Ebert, exhibe rocas con metamorfismo más intenso en la Sierra del Mar, de ahí decreciendo en dirección al nordeste. Cordani diferenció la región sur del Uruguay hasta São Paulo denominándola geosinclíneo Ribeira.
Las rocas de bajo metamorfismo (esquistos verdes) son agrupadas bajo diferentes nombres geográficos: grupo Porongos en Rio Grande do Sul, grupo Brusque en Santa Catarina, grupo Açungui, Paraná y sur del estado de São Paulo y grupo São Roque en el área de São Roque-Jundiaí-Mairiporã, en el estado de São Paulo.
Los gneiss y migmatitas del área precámbrica del norte, en el estado de São Paulo y partes adyacentes de Minas Gerais, constituyen la Sierra de la Mantiqueira, son también insuficientemente conocidos. Su conocimiento será muy importante para elucidar entre las rocas parametamórficas de los geosinclinales de Brasilia y Paraíba.
La franja orogenética del Karirí, en el Nordeste, posee direcciones estructurales muy perturbadas por fallas. Un gran accidente tectónico, la alineación de Pernambuco, separa la franja del Karirí de una otra pequeña franja azul, conocida como el geosinclinal de Propriá. La unidad de la franja tectónica del Karirí es el grupo del Ceará. Sus metasedimentos exhiben metamorfismos que varían de facies de esquisto verde a la de anfibolita. Son recubiertos, en discordancia, por las rocas del grupo Jaibara.
La antigüedad de las rocas de todos esos geosinclinales permitió establecer que la fase de sedimentación intensa ocurrió en el Precámbrico superior. El ciclo orogenético marcó el fin de esos geosinclinales, hace 600 millones de años. Ese ciclo recibió el nombre de "Brasileño".
Las fases tardías del ciclo Brasileño alcanzaron el Cambriano y el Ordoviciano. Producían depósitos que sufrieron perturbaciones tectónicas, adquiriendo un gran número de fallas; pero sin metamorfismo. En el Mato Grosso extensos depósitos calcáreos de esa época constituyen los grupos Corumbá, al sur, y Araras, al norte. En discordancia sobre el geosinclinal Corumbá, asientan las rocas del grupo Jacadigo, constituidas de arcósicos, conglomerados arcosianos, siltitos, areniscas y camadas y láminas de hematita, jaspe y óxidos de manganeso.
En la franja atlántica existen indícios de manifestaciones volcánicas riolíticas y andesíticas asociadas a los metasedimentos cambro-ordovicianos. Existen también granitos intrusivos, tardíos y tectónicos. Los sedimentos cambro-ordovícicos que marcan los estratos de la fase geosinclinal en el Brasil no poseen fósiles, por haberse formado en un ambiente no marino. Ocupan áreas limitadas, cubiertas por los sedimentos devónicos y carboníferos de la cuenca del Paraná. La mayor área se encuentra en el estado del Rio Grande do Sul.
La secuencia de la base es llamada "grupo Maricá" a la cual sucede el grupo Bom Jardim. Este consiste en secuencias sedimentarias semejantes a las del grupo Maricá, pero caracterizadas por un vulcanismo andesítico muy intenso. Sigue el grupo Camaquã, cuyas rocas exhiben perturbaciones más suaves que las de los grupos anteriores. El intenso vulcanismo riolítico ocurrió en las fases iniciales de deposición del grupo Camaquã. Existen, no obstante, evidencias de fases volcánicas riolíticas anteriores: los conglomerados del grupo Bom Jardím contienen guijarros de riolitos. El vulcanismo andesítico intermitente también ocurrió durante las fases de sedimentación de las rocas del grupo Camaquã.
Otra gran área de rocas formadas en el ambiente tectónico semejante es la del grupo Itajaí, en Santa Catarina. El grupo Castro, en el estado de Paraná, constituido de arcósios, siltitas y conglomerados, parece haberse formado en la época de los grupos arriba citados. Las riolitas, tufos y aglomerados existen en diversos niveles de esa secuencia. Rocas volcánicas andesíticas marcan las fases finales. Sobre las rocas del grupo Castro descansa una secuencia de conglomerados, conocida con la "formación Iapó".
Otras pequeñas áreas de sedimentos equivalentes aparecen también en el estado de Paraná. Depósitos aparentemente de la misma edad aparecen en el estado de São Paulo, entre Guapiara y Arroyo Blanco, en la cuenca del río Ribeira del Iguape. Ebert descubrió en 1971, entre Itapira, en el estado de São Paulo, y Jacutinga, en Minas Gerais, una secuencia sedimentaria no metamórfica, pero inclinada, a la que se denominó "grupo Eleutério".

## Cuenca Sergipe-Alagoas
La Cuenca de Sergipe-Alagoas se encuentra en la región nordeste del Brasil y cubre los estados de mismo nombre, Sergipe y Alagoas, separados por el río São Francisco. En su porción terrestre presenta un área de 13.000 km². La parte sumergida se extiende por un área de 32.760 km², hasta la cota batimétrica de 3.000 metros. La cuenca limita, al norte, con la Cuenca de Pernambuco/Paraíba, por el Alto de Maragogi; al sur limita con la porción constituida por la Plataforma de Estancia, por el mar y por la Cuenca de Jacuípe, a través del sistema de fallas del Vaza-Barris.
La historia geológica pospaleozoica de la cuenca puede ser dividida en dos grandes etapas. La primera, del Jurásico Superior al Cretácico Inferior, está constituidas por terrenos no marinos equivalentes al del Recóncavo; la segunda, del Cretácico Inferior al Terciario Inferior, está constituida por formaciones marinas.

## Presencia del mar en el Terciario
Causado por la transgresión marina en el período Terciario, que tomó parte del nordeste, incluyendo el valle del río São Francisco, Bahía y sur de Paraíba. Con la regresión marina, el nordeste volvió a su porción continental actual.

## Triásico
La mayor área del triásico está en Rio Grande do Sul en el geoparque de la Paleorrota. Esta región fue la cuna de la paleontología del Brasil, y es formadora de grandes paleontólogos.